# Trichobius hoffmannae
Trichobius hoffmannae är en tvåvingeart som beskrevs av Pablo C. Guerrero och Morales-malacara 1996. Trichobius hoffmannae ingår i släktet Trichobius och familjen lusflugor. Inga underarter finns listade i Catalogue of Life.